# الخاندرو وازکوئز
الخاندرو وازکوئز (انگلیسی: Alejandro Vázquez؛ زادهٔ ۱۶ مارس ۱۹۸۳) بازیکن فوتبال اهل اسپانیا است.
از باشگاه‌هایی که در آن بازی کرده‌است می‌توان به باشگاه فوتبال لوانته و باشگاه فوتبال اسپورتینگ خیخون اشاره کرد.